# Finn Thorbjørn Hansen
Finn Thorbjørn Hansen (født 1963) er professor i anvendt filosofi ved Institut for Kommunikation og Psykologi ved Aalborg Universitet.

## Uddannelse og karriere
Finn Thorbjørn Hansen har en kandidat i idéhistorie og Æstetik og Kultur fra Aarhus Universitet og en Ph.d. i pædagogisk filosofi. Han var den første i Norden til at skrive en Ph.d.-afhandling om filosofisk vejledning og hvordan det kan bruges inden for eksistentiel voksenpædagogik og livslang læring.
Finn Thorbjørn Hansen var ansat som adjunkt i pædagogik med særligt henblik på pædagogisk filosofi (2003-2006) og lektor i vejledning med særlig fokus på filosofisk vejledning på institut for pædagogisk filosofi på Danmarks Pædagogiske Universitet (2007-2011), og senere Aarhus Universitet. Siden 2012 har han været ansat som professor i anvendt filosofi ved Aalborg Universitet, hvor han i dag sidder på Center for Dialog og Organisation, Institut for Kommunikation og Psykologi. I 2018-2020 blev desuden ansat som Professor II på Agder Universitet i Norge, hvor han ledede en tværfaglig og international forskningsgruppe omkring etik i og humanisering af relations-professioner via en dialogfilosofisk og undringsfænomenologisk forskningstilgang.
Han underviser på Anvendt Filosofi og Kommunikation på Aalborg Universitet, og har også udviklet Efter- og videreuddannelseskurser i filosofisk vejledning og ’professionel undren’ på Aalborg Universitet, hvor han træner professionelle konsulenter, ledere, sygeplejersker, præster, psykologer og filosoffer.

## Forskningsfokus
Finn Thorbjørn Hansens speciale er i dag dialogfilosofi, interpersonel kommunikation i professionelle sammenhænge og filosofisk vejledning, og hvordan især undrings-baserede dialogtilgange kan benyttes til at fremme humaniserings- og dannelsesprocesser inden for relations-professioner, højere uddannelsespædagogik, innovation og ledelse generelt.
Forskningsmæssigt har han udviklet en særlig filosofisk og fænomenologisk-orienteret aktionsforskningstilgang, og hans grundforskning samler sig om undringens fænomenologi og etik, og hvad han kalder ’praxis ontologi’, der er et kritisk og værensfilosofisk korrektiv til den konstruktivistiske og videns-orienterede ’praksis epistemologi’. I den grundlæggende filosofiske undren (som er noget andet end den videnskabelige undren), bringes vi ifølge Hansen i en særlig værensmæssig resonans og dialog med verden.
“I undringen oplever vi det som at være under indtryk af noget ufatteligt og dybt gådefuldt og samtidigt mærkværdig genkendeligt. Undringsøjeblikket er et fint og skrøbeligt øjeblik, der med ét er væk igen, når ens refleksive bevidsthed rettes imod det, men samtidig står man ofte tilbage med efterklangen af at have erfaret noget vigtigt, noget underfuldt, der har talt til én på et sjæleligt plan. Det er, som var vi i berøring eller dialog med noget, som vi har længtes efter.” (Hansen, 2016, s. 108)
Hans arbejde med brugen af ”undringsværksteder” og fænomenologiske undringssamtaler på hospice og hospitaler i Danmark har bl.a. ført til forskning i eksistentiel sundhedskommunikation, hvor et nyt blik for relevansen af ’hospice- og hospitalsfilosoffer’ og brugen af filosofiske samtalerum blandt omsorgspersonalet står centralt.
Han leder i dag forskningsgruppen Eksistentiel Praksisfænomenologi (FEP) på Aalborg Universitet, og sidder også med i forskerklyngen Environmental Humanities, hvor han sammen med kollegaer særlig har fokus på den eksistentielle dimension af bæredygtighed knyttet til begreberne ’væredygtighed’ og ’naturforbundethed’.
Finn Thorbjørn Hansen har skrevet og redigeret en lang række bøger og mere end 100 forskningsartikler både som eneforfatter og medforfatter. Han er desuden en aktiv og engageret formidler af humanistisk forskning og benyttet foredragsholder.

## Udvalgte publikationer

### Bøger
- Hansen, F.T. (2024 – forthcoming). Eksistentiel sundhedskommunikation som en æstetisk og filosofisk praksis. Aalborg: Aalborg Universitetsforlag.
- Hansen, F.T. & Thorsted, A.C. (2022). At tænke med hjertet: En grundbog i eksistentiel praksisfænomenologi. Aarhus: Klim.
- Hansen, F.T. (2018). At møde verden med undren: Dannelse, innovation og organisatorisk udvikling i et værensfilosofisk perspektiv. Hans Reitzels forlag.
- Hansen, F.T. (2016). At undre sig ved livets afslutning: Om brug af filosofiske samtaler i palliativt arbejde. Kbh.: Akademisk forlag.
- Hansen, F.T. (2014). Kan man undre sig uden ord? Design- og universitetspædagogik på kreative videregående uddannelser. Aalborg: Aalborg Universitetsforlag.
- Hansen, F.T. (2010). At stå i det åbne. Dannelse gennem filosofisk undren og nærvær. Hans Reitzel.
- Hansen, F.T. (2002). Det filosofiske liv. Et dannelsesideal for eksistenspædagogikken (også phd.-afhandling). Kbh.: Gyldendal.
- Hansen, F.T. (2000). Den sokratiske dialoggruppe: et værktøj til værdiafklaring. Kbh.: Gyldendal.
- Hansen, F.T. (1995). Kunsten at navigere i kaos: om dannelse og identitet i en multikulturel verden.Vejle: Kroghs forlag.

### Antologier, forskningsartikler/kapitler
- Hansen, F.T., Eide, S.B., & Leget, C. (2023). Wonder, Silence and Human Flourishing: Towards a humanization of the professions of Health & Care, Welfare and Education. Lanham: Lexington Books.
- Hansen, F.T. (2022). At skrive sig ud mod det gådefulde via undringens fire verdenshjørner. In: Herholdt-Lomholdt, S. (red.), Fænomenologiske skrivesteder. At leve, tænke og skrive ud mod det gådefulde i tilværelsen. Bergen: Fagbokforlaget.
- Hansen, F.T. (2022). What would an Apophatic Action Research look like? International Journal of Action Research, Eikeland (ed.), special issue on «Conceptualizing AR». Vol. 18, Issue 2/2022, pp: 100–115.
- Hansen, F.T. & Jørgensen, L.B. (2021). Wonder-informed Leadership: Or how to cultivate ethical and phenomenon-led health care. Nursing Ethics: 1-16. https://doi-org.zorac.aub.aau.dk/10.1177/0969733021990791
- Visse, M., Hansen, F.T. & Leget, C. (2020). Apophatic Inquiry: Living the Questions Themselves. International Journal of Qualitative Methods, Vol. 19: 1-11.
- Hansen, F.T. & Jørgensen, L.B. (2020). A contribution to the ontology of the Fundamentals of Care Framework from a Wonder-based Approach. Journal of Clinical Nursing. Pp: 1-11. https://doi.org/10.1111/jocn.15272
- Hansen, F.T. (2020). Professionel kontakt handler også om at være i takt med det underfulde. In: Alrø, H., Billund, L. & Herholdt-Lomholdt, S. (red.), Kontakt i professionelle relationer, s. 101-121. Aalborg: Aalborg Universitetsforlag.
- Hansen, F.T. (2020). Er lykke forbundet med en stærk forundrings- og undringssans? In: Brinkmann, S. & Sköld, A.B. (red.), Kampen om lykken: perspektiver, potentialer, problemer, s. 247-275 Aarhus: Klim.
- Visse, M., Hansen, F.T. & Leget, C. (2019). The Unsayable in Arts-Based research: On the Praxis of Life Itself. International Journal of Qualitative Methods. 18, s. 1-13.
- Hansen, F.T. (2019). Learning to innovate in higher education through deep wonder. Philosophy and Theory in Higher Education, Vol. 1 (3): pp. 51-74.
- Hansen, F.T. (2019). Negativ fænomenologi [Negative Phenomenology]: . In: Michael Rasmussen & Mogens Pahuus (eds.), Mennesket og det andet: Bidrag til den eksistentielle fænomenologi, s. 151-178. Aalborg: Aalborg Universitetsforlag.
- Hansen, F. T. (2018) Facilitering af fænomenologiske undringssamtaler. In: Dialogisk procesfacilitering. Alrø, H., Dahl, P. & Billund, L. (red.). Aalborg: Aalborg Universitetsforlag, s. 121-140.
- Hansen, F.T. (2018). Undrings-dreven innovation i Vejle Kommune. Empirisk forskningsrapport. Vejle Kommune og Aalborg Universitet, August 2018 (218 pages).
- Hansen, F.T. (2017). Sokratisk og fænomenologisk-orienteret aktionsforskning: In: Alrø, H. & Hansen, F.T. (red.), Dialogisk aktionsforskning i et praksisnært perspektiv, s. 93-144. Aalborg: Aalborg Universitetsforlag.
- Hansen, F.T. (2017). At praktisere anvendt filosofi i praksisbaseret forskning. In: Anvendt filosofi er interaktionel filosofi, red. Morten Ziethen. Aalborg: Aalborg Universitetsforlag, s. 75-119.
- Hansen, F.T. et al. (ed.)(2017). 'At innovere med hjertet': Undervisning i undringsdrevet innovation og entreprenørskab i professionsuddannelser. : Afrapportering fra et aktionsforskningsprojekt i VIA University College (2013-2015).(225 pages). https://vbn.aau.dk/da/publications/at-innovere-med-hjertet-undervisning-i-undringsdrevet-innovation-
- Hansen, F.T. (2016). Filosofien som det fjerde samtalerum i eksistentiel og åndelig omsorg. Omsorg: Nordisk tidsskrift for palliativ medicin, s. 9-14.
- Hansen, F.T. (2016). Fra den lærerende organisation til den undrende organisation : praxis-ontologiska refleksioner over etik, undren og 'organizational wisdom'. In: Organisatorisk dannelse: etiske perspektiver på organisatorisk læring. red. / Kurt Dauer Keller. Aalborg : Aalborg University Press, pp: 151-176.
- Hansen, F.T. & Dinkins, C. S. (2016). Socratic Wonder as a Way to Aletheia in Qualitative Research and Action Research. In: HASER. Revista Internacional de Filosofía Aplicada, Nr. 7: 51-88.
- Hansen, F.T. (2015). Om Wittgenstein som humorist og eksistentiel fænomenolog. Med stadig hensyn til Søren Kierkegaard. In: Kierkegaard som eksistentiel fænomenologi. red. / Mogens Pahuus; Jacob Rendtorff; Pia Søltoft. Aalborg University Press. (Skriftserie om eksistentiel fænomenologi; No. 2).
- Hansen, F.T. (2015). Det sokratiske forskningsinterview: et alternativ til kvalitativ forskning forstået som ’vidensproduktion’. In: Metodefetichisme: Kvalitativ metode på afveje?, eds., Munk, K., Møller, J. & Bengtsen, S., pp. 173-192. Aarhus: Aarhus University Press.
- Hansen, F.T. (2015). The Call and Practice of Wonder: How to Evoke a Socratic Community of Wonder in Professional Settings, s. 217-244. In: Noah Weiss, M. (ed.), Socratic Handbook: Dialogue Methods for Philosophical Practice. Wien: LIT Verlag.

For yderligere publikationer, se: https://vbn.aau.dk/da/persons/123561/publications/